# Bob the Drag Queen
Bob the Drag Queen, pseudonimo di Caldwell Tidicue, nato Christopher Delmar Caldwell (Columbus, 22 giugno 1986), è un attore, cantante, personaggio televisivo, comico e attivista statunitense, noto soprattutto come drag queen.
È noto al pubblico soprattutto per la sua vittoria dell'ottava edizione di RuPaul's Drag Race. Nel giugno 2019 Tidicue viene inserito nella classifica delle drag queen più influenti d'America.

## Biografia
Prima di diventare una drag queen, Tidicue ha lavorato in campo teatrale.
È attivista per i diritti LGBT. Durante le riprese di RuPaul's Drag Race ha raccontato della vicenda in cui è stato arrestato durante una protesta per i diritti della comunità LGBT. Tidicue si definisce Genere non-binario e pansessuale.

## Carriera

### Gli inizi
Tidicue inizia la sua carriera come drag queen in seguito alla visione della prima edizione di RuPaul's Drag Race. Il suo personaggio si focalizza principalmente su numero comici e inizia a cantare in playback solo alcuni mesi dopo aver iniziato la carriera di drag queen.
Il suo pseudonimo originariamente era Kittin Withawhip, con il quale è apparso nella serie fotografica dal titolo Half Drag del fotografo Leland Bobbé. Nel 2013 Tidicue ha deciso di cambiarlo in Bob The Drag Queen.

### 2016 - 2017
Il 1 febbraio 2016 fu resa nota la lista dei concorrenti dell'ottava edizione di RuPaul's Drag Race nel quale comparve anche Tidicue. Durante la competizione Tidicue è stato notato soprattutto per il suo lato comico, vincendo tre sfide. Il 16 maggio dello stesso anno divenne il vincitore dell'edizione del programma, vincendo 100.000 dollari, una fornitura di cosmetici della Anastasia Beverly Hills cosmetics e una corona di Fierce Drag Jewels.
Subito dopo la vittoria di RuPaul's Drag Race Tidicue ha pubblicato, nel 2016, il singolo Purse First insieme al DJ Mitch Ferrino. Nello stesso anno Tidicue pubblica un altro singoli insieme al DJ Mitch Ferrino dal titolo Bloodbath. Nel 2017 continua la pubblicazioni di singoli musicali: infatti quell'anno Tidicue collabora con Alaska Thunderfuck 5000 con la quale pubblica il singolo Yet Another Dig, inoltre è tra le drag queen che prendono parte alla realizzazione del disco Christmas Queens 3.
Nel 2017 appare nel programma Tv The Trixie & Katya Show nel quale prende il posto di uno dei conduttori, Katya. Nel luglio dello stesso anno debutta con un suo show comico dal titolo Bob the Drag Queen: Suspiciously Large Woman sul canale televisivo LogoTV.

### 2018 - presente
Tidicue nel 2018 recita nella produzione di Berkeley di Angels in America - Fantasia gay su temi nazionali con il ruolo di Belize. Il 15 marzo 2018 debutta con il podcast Sibling Rivalry insieme a Monét X Change, il podcast è stato prodotto dal DJ Mitch Ferrino.
Nel 2020 su canale tv canadese OutTV viene trasmesso il secondo show comico di Tidicue intitolato Bob The Drag Queen: Crazy Black Lady. Nel marzo dello stesso anno prende parte allo drag show Nubia insieme ad altre drag queen tra cui Bebe Zahara Benet, The Vixen, Monique Heart, Peppermint, e Shea Couleé. Lo show è stato prodotto e ha visto esibirsi solamente drag queen di colore.

## Filmografia

### Cinema
- Crazy Night - Festa col morto (Rough Night), regia di Lucia Aniello (2017)
- Cherry Pop (2017)
- A Queen For The People (2018)
- The Queens (2019)
- Trixie Mattel: Moving Parts (2019)

### Televisione
- High Maintenance - serie TV, 1 episodio (2016)
- Playing House - serie TV, 1 episodio (2017)
- Tales of the City - miniserie TV (2019)
- Lucifer - serie TV, episodio 6x02 (2019)
- Doctor Odyssey - serie TV, episodio 1x07 (2024)

## Doppiatori italiani
Nelle versioni in italiano delle opere in cui ha recitato, Bob the Drag Queen è stato doppiato da:
- Franco Mannella in Lucifer
- Gabriele Tacchi in Doctor Odyssey

## Programmi televisivi
- RuPaul's Drag Race - programma TV, concorrente, 1º classificato (2016)
- RuPaul's Drag Race: Untucked! - programma TV (2016)
- The Trixie & Katya Show - programma TV, co-conduttore (2018)
- RuPaul's Drag Race - programma TV, ospite (2018)
- Bob The Drag Queen: Crazy Black Lady - programma TV, conduttore (2019)
- RuPaul's Secret Celebrity Drag Race - programma TV, mentore (2020)
- We're Here - programma TV, co-conduttore, mentore (2020)

## Teatro
- Angels in America - Fantasia gay su temi nazionali (Angels in America: A Gay Fantasia on National Themes), di Tony Kushner, regia di Tony Taccone (2018), al Berkeley Repertory Theatre di Berkeley

## Discografia

### Singoli
- 2016 – Purse First (feat. DJ Mitch Ferrino)
- 2016 – Bloodbath (featurin DJ Mitch Ferrino)
- 2017 – Yet Another Dig (feat. Alaska Thunderfuck 5000)
- 2017 – Deck a Ho (Mitch Ferrino Mix) (feat. Shangela)
- 2017 – Sandra Claus

#### Come featuring
- 2016 – Wrong Bitch (Todrick Hall feat. Bob the Drag Queen)
- 2018 – Soak It Up (Monét X Change feat. Bob the Drag Queen)

## Videografia

### Video musicali
- 2016 – The Realness
- 2016 – Purse First
- 2016 – Straight Outta Oz
- 2016 – Bloodbath
- 2017 – Yet Another Dig
- 2018 – Soak It Up
- 2019 – Super Queen REMIX ft Bob The Drag Queen and Thorgy
- 2019 – Scores
- 2020 – Mask, Gloves, Soap, Scrubs

## Premi e riconoscimenti
- WOWIE Awards 2019, Best Podcast[16]
- The Queerties 2020, Drag Royalty[17]